# Gasthaus Krone (Chemnitz)

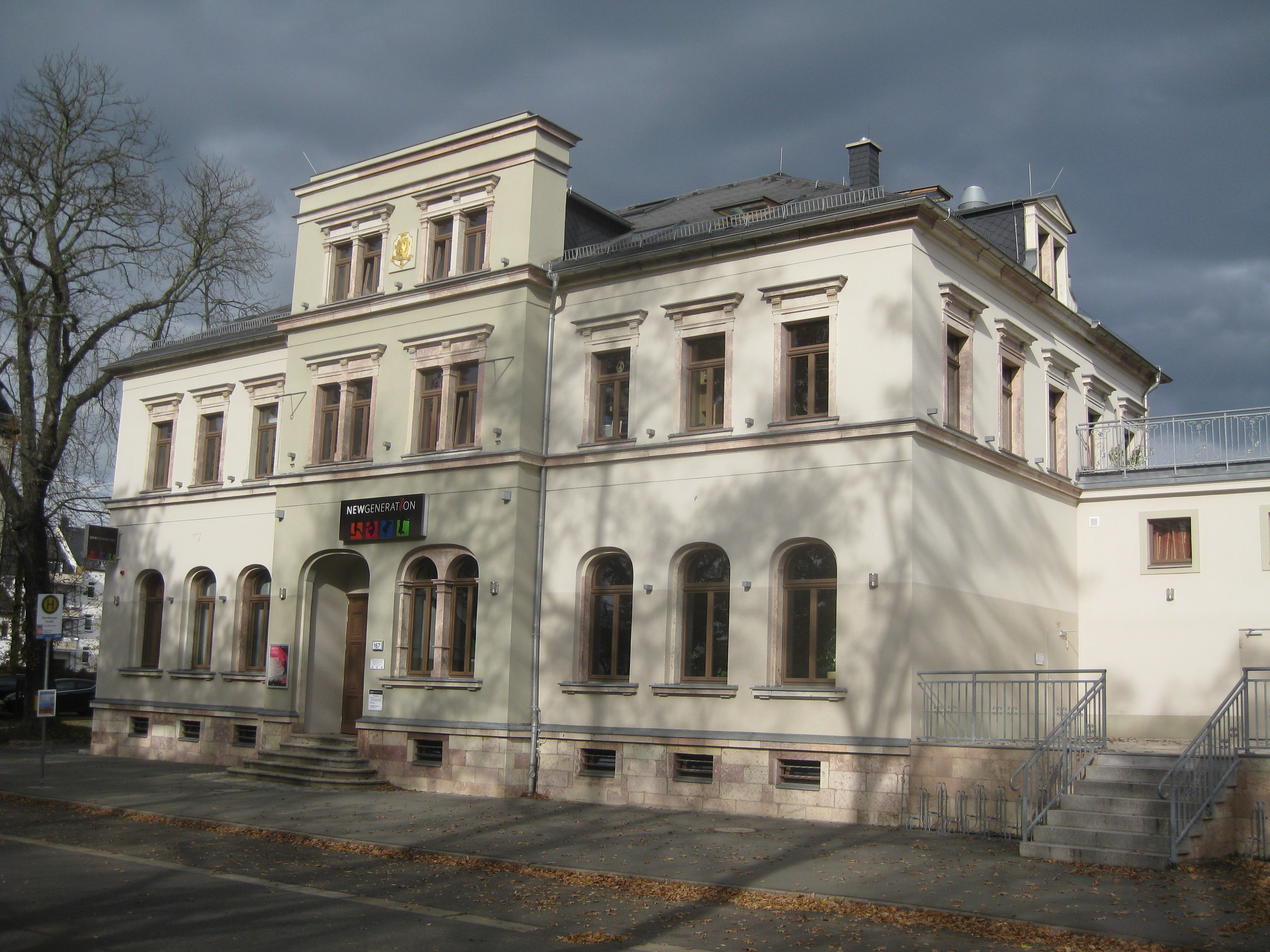
Ehemaliges Gasthaus Krone, Straßenfassade

Das denkmalgeschützte ehemalige Gasthaus Krone im Chemnitzer Stadtteil Sonnenberg ist ein weitgehend original erhaltenes gründerzeitliches Gasthaus mit teilweise noch vorhandenen Innendetails, das auch wegen der langen Nutzung als Kino lokalgeschichtlich bedeutsam ist. Heute wird es als christliches Jugendzentrum genutzt.

## Geschichte
Das Gasthaus „Krone“ an der Augustusburger Straße 167 war eines der ältesten Gasthäuser der Stadt Chemnitz. Bereits vor 1837 stand hier der Vorgängerbau des heutigen, 1887 entstandenen Gebäudes. Um 1912 wurde der Saal mit einer prachtvollen Deckenbemalung angebaut, später folgte eine Kegelbahn. In der warmen Jahreszeit wurde auch der angrenzende Kaffeegarten gut besucht. Im Bombenhagel des Zweiten Weltkriegs blieb das Gasthaus fast verschont. Da auch viele Kinos in Schutt und Asche lagen, nutzte man den Saal für Filmvorführungen und eröffnete hier am 11. Februar 1946 das „Lichtspielhaus Krone“, das 1949 vom staatlichen Lichtspielbetrieb übernommen wurde und später den Namen „Weltecho“ erhielt. Der große Saal diente nicht nur für Filmvorführungen, sondern auch für andere Veranstaltungen (z. B. Jugendweihefeiern).
Nach der Wende wurden die staatlichen Lichtspielbetriebe von der Treuhand übernommen und an einen privaten Kinobetreiber veräußert. Später gehörte das Gebäude der Ufa-Theater AG, die es wegen ständig abnehmender Besucherzahlen 1997 schließen ließ und das Gebäude zum Verkauf anbot. Im Jahr 2000 wurde das Gebäude von jungen Christen übernommen, die das alte Kulturdenkmal zu einer öffentlichen, überkonfessionellen, christlichen Jugendeinrichtung ausbauten. Die Einrichtung wurde am 14. September 2008 eröffnet.